# Островский, Антоний Казимир
Антоний Казимир Островский герба Гржимала (31 марта 1713, Острув — 26 августа 1784) — польский религиозный и политический деятель, духовный писатель, архиепископ гнезненский, а до этого епископ влоцлавекский (1763—1776), консуляр Постоянного совета в 1775 году.

## Биография
Был рукоположён в священники в 1736 году. В период службы вёл активную деятельность и приобрёл хорошую репутацию, благодаря чему смог быстро стать доверенным лицом епископов Кракова Яна Александра Липского и Анджея Станислава Залуского.
В сан епископа был возведён 2 июня 1753 года, став епископом ливонским, а затем куявским. 2 октября 1758 года стал епископом-коадъютором Влоцлавека. Епископом диоцеза стал 17 сентября 1763 года.
В 1764 году был членом Конфедерации Чарторыйских. В том же 1764 году поддержал выдвижение Станислава Августа Понятовского.
Во время правления Станислава Августа Понятовского послушно исполнял волю России. В 1767 году был членом Радомской конфедерации. 23 октября 1767 года был в составе польской делегации, сформированной под давлением российского посланника Николая Репнина и созданной с целью определения уложений Речи Посполитой. На так называемом Разделительном сейме (1773—1775 годы) сыграл важную роль в качестве главы делегации, занимавшейся вопросами с соседними державами. В 1775 году взыскал юргельт с российского посольства в размере 1500 червоных злотых. Эта сумма представляла собой половину годовой выплаты, взятой от русских в 1778 году.
18 сентября 1773 года подписал договор об уступке Речью Посполитой земель, захваченных Россией, Пруссией и Австрией в ходе Первого раздела Польши.
В 1776 году был членом конфедерации Анджея Мокроновского.
23 июня 1777 года был назначен архиепископом гнезнинским и занимал эту должность вплоть до своей смерти. На этой должности отметился активной деятельностью: создал сурраганию в Ловиче, организовал реставрацию Примасовского дворца в Варшаве, наладил хозяйство в архиепископских имениях, построил несколько церквей, одновременно с этим участвовал в политической жизни, будучи членом сеймов и Постоянного совета.
Один из двух картушей с его герба висел в церкви св. Игнатия Лойолы в Гданьске на Старых Шкотах. В этой церкви был консекратором.
В 1758 году был награждён орденом Белого орла, был также кавалером ордена Святого Станислава.
Труды его авторства: «Epistola pastoralis» (Варшава, 1753), «Przestroga duchoweńśtwu о szkodach niedowiarstwa» (Варшава, 1774) и другие.